# Ван Гернер, Селин
Селин ван Гернер (нидерл. Céline van Gerner, родилась 1 декабря 1994 в Зволле) — нидерландская гимнастка, бронзовая призёрка I Европейских игр 2015 года в Баку.

## Биография
Выступает за команду «Херенвен». Её тренерам являются Гербен Вирсма, Йозе ван дер Веен и Сюзанн Берепоод. Дебют Селин состоялся в 2008 году на чемпионате Европы среди юниоров в Клермо-Ферране, где она заняла 3-е место в командных соревнованиях. В 2009 году она одерживает победу в чемпионате Нидерландов среди юниоров, затем на Европейском фестивале молодёжи в Финляндии выигрывает три бронзовые награды: многоборье, бревно и командное первенство.
В 2010 году ван Гернер появилась на домашнем чемпионате мира, заняв 19-е место в многоборье и 9-е в командном первенстве. В том же году в Бирмингеме она завоёвывает 4-е место на бревне. Следующее первенство мира в 2011 году в Токио принесло Селин только 17-е место в многоборье, хотя она и осталась лучшей гимнасткой, выиграв в чемпионате страны многоборье, вольные упражнения и брусья. На чемпионате Европы в Берлине она дважды занимает 7-е место в многоборье и на брусьях, а на Кубке мира в Коттбусе выигрывает серебряные медали на бревне в 2011 году и на брусьях в 2012 году.
В 2012 году Селин оказалась в центре крупного скандала: абсолютную чемпионку Нидерландов Королевский нидерландский союз гимнастики не допустил к участию в Олимпиаде без каких-либо внятных объяснений, передав право на участие Виоми Масела. Селин подала в суд на организацию и выиграла дело, вернув себе законное право на участие в Олимпиаде. Подкрепила она своё право победами на этапах Кубка мира 2012 в Мариборе (брусья и бревно) и Генте (брусья). Ей удалось защитить свой титул чемпионки Нидерландов в многоборье и также выиграть соревнования на брусьях.
29 июля 2012 года в соревнованиях по многоборью на Олимпиаде в Лондоне Селин в квалификации заняла 19-е место с результатом в 55.632 балла, что позволило ей выйти в финал. Это выступление стало историческим: последний раз представительница Нидерландов выходила в финал в 1992 году в Барселоне (это была Эльвира Бекс). 2 августа 2012 года по итогам выступлений Селин ван Гернер стала 12-й с результатом 57.232, что стало сенсацией в голландской гимнастике: ван Гернер побила рекорд легендарной гимнастки Анс ван Гервен, выступавшией в 1972 году в Мюнхене. Таким образом, ван Гернер стала лучшей по набранным баллам гимнасткой Голландии за всю историю участия Нидерландов в Олимпиаде.